# Thường Châu tuyết trắng
"Thường Châu tuyết trắng" là cụm từ được giới truyền thông Việt Nam sử dụng để nói về trận chung kết của Giải vô địch bóng đá U-23 châu Á 2018 giữa hai đội tuyển U-23 quốc gia Việt Nam và Uzbekistan, diễn ra tại Trung tâm Thể thao Olympic ở Thường Châu, Trung Quốc vào ngày 27 tháng 1 năm 2018. Đây là trận đấu cuối cùng của Giải vô địch bóng đá U-23 châu Á 2018, lần thứ ba của giải đấu do Liên đoàn bóng đá châu Á (AFC) tổ chức dành cho các đội tuyển bóng đá nam quốc gia dưới 23 tuổi của châu Á. Cả hai đội, đều có lần đầu tiên lọt vào trận chung kết của giải, đã tạo ra những bất ngờ đáng kể trên hành trình tiến đến trận đấu cuối cùng. U-23 Việt Nam được xem là một hiện tượng lớn của giải đấu khi thất bại trước Hàn Quốc ở trận mở màn nhưng sau đó vượt qua hàng loạt đối thủ mạnh là Úc, Syria, Iraq và Qatar, trong đó đội đã trải qua hai trận đấu liên tiếp phải phân định thắng thua trên chấm luân lưu ở tứ kết và bán kết. Trong khi đó, U-23 Uzbekistan cũng đã để thua trong trận ra quân gặp Qatar trước khi đánh bại đội chủ nhà Trung Quốc và Oman để vào vòng đấu loại trực tiếp, nơi họ tiếp tục quật ngã các nhà đương kim vô địch Nhật Bản và đương kim á quân Hàn Quốc bằng những tỷ số đậm.    
Trận đấu diễn ra giữa thời tiết giá lạnh và tuyết rơi tại Thường Châu, dẫn đến những lo ngại ban đầu rằng cuộc đối đầu này có thể phải hoãn lại vì điều kiện khắc nghiệt. Mặc dù vậy, trận chung kết vẫn được tiến hành như kế hoạch trước sự chứng kiến của 6.200 khán giả, với người điều khiển chính trận đấu là Ahmed Al-Kaf, trọng tài người Oman. Uzbekistan đã giành chiến thắng chung cuộc với tỷ số 2–1 sau hiệp phụ bằng bàn thắng quyết định của tiền đạo Andrey Sidorov, trước đó Rustamjon Ashurmatov và Nguyễn Quang Hải là những người lần lượt lập công cho Uzbekistan và Việt Nam trong 90 phút thi đấu chính thức. Kết quả này giúp cho U-23 Uzbekistan có lần đầu tiên lên ngôi vô địch tại giải U-23 châu Á.  
Cả Uzbekistan và Việt Nam sau khi trở về từ giải đấu đều nhận được sự hưởng ứng từ công chúng ở những mức độ khác nhau, thành tích mà hai nền bóng đá đạt được trong giai đoạn sau đó cũng có sự phát triển tương đối theo thời gian. Tuy nhiên, trận đấu đặc biệt được ghi nhớ ở Việt Nam bởi đây là lần đầu tiên một đội tuyển bóng đá nước này đi đến trận chung kết của một giải châu lục. Các hoạt động ăn mừng tại đây đã nổ ra trên quy mô lớn, với các cuộc "đi bão" trên đường phố sau mỗi chiến tích của U-23 Việt Nam trong giải đấu và biển người chào đón các cầu thủ khi họ trở về dù chỉ với ngôi vị á quân. Trận đấu cũng được xem là đã góp phần khơi dậy trở lại tình yêu bóng đá, sự cổ vũ cuồng nhiệt và lòng tự hào dân tộc của người Việt Nam, trong khi nền bóng đá vừa chứng kiến những thất bại nặng nề trong quãng thời gian dài trước đó. Hàng loạt tác phẩm âm nhạc, thơ ca, cùng với sách và phim tài liệu đã được phát hành tại Việt Nam, lấy cảm hứng từ trận đấu và thành tích của đội tuyển U-23 nước này.  

## Bối cảnh
Giải đấu năm 2018 đánh dấu lần thứ hai mà Việt Nam góp mặt tại Giải vô địch bóng đá U-23 châu Á, trước đó đội tuyển đã tham dự giải năm 2016 nhưng sớm dừng bước với ba trận toàn thua tại vòng bảng. Trong khi đó, Uzbekistan đã tham dự cả giải U-22 châu Á 2013 và giải U-23 châu Á 2016, nhưng cũng đều bị loại từ vòng bảng với chỉ một chiến thắng, hai trận thua ở mỗi giải đấu.
Hai đội gặp nhau lần đầu tại giải giao hữu VFF Cup 2011, khi trận đấu kết thúc với tỷ số hòa 1–1. Năm 2015, U-23 Việt Nam gặp lại U-23 Uzbekistan trong một trận giao hữu khác và họ cũng hòa nhau với tỷ số 0–0. Tại giải M-150 Cup 2017 được tổ chức tại Thái Lan vào tháng 12 năm 2017, U-23 Uzbekistan đã vượt qua U-23 Việt Nam với tỷ số 2–1. Đây cũng là giải đấu mà hai đội tham dự để chuẩn bị cho Giải vô địch bóng đá U-23 châu Á 2018. Trận chung kết này là trận chung kết đầu tiên mà cả hai đội U-23 Việt Nam và Uzbekistan góp mặt, và là lần đầu tiên một đội tuyển bóng đá Việt Nam bước vào một trận chung kết ở cấp châu lục.
Trước khi giải đấu diễn ra, bóng đá Việt Nam vừa trải qua một giai đoạn được xem là đầy ám ảnh khi các đội tuyển bóng đá lớn của nước này không thể thu về những thành tích khả quan: đội tuyển quốc gia liên tiếp bị loại ở bán kết Cúp AFF 2014 và 2016 theo những kịch bản không tưởng, và nặng nề nhất là việc đội tuyển U-22 bị loại ngay từ vòng bảng SEA Games 2017 sau trận thua sốc trước U-22 Thái Lan, khiến huấn luyện viên trưởng Nguyễn Hữu Thắng phải tuyên bố từ chức. Dưới sự dẫn dắt của tân huấn luyện viên người Hàn Quốc Park Hang-seo, đội đã có quá trình chuẩn bị với các đợt tập huấn trong và ngoài nước, bao gồm việc tham dự giải M-150 Cup tại Thái Lan – nơi họ đã phục thù thành công cho thất bại tại SEA Games trước chính đội chủ nhà để giành hạng ba chung cuộc. Về phía Uzbekistan, quốc gia Trung Á được biết đến nhờ những thành tích khá ấn tượng tại các giải trẻ, với một lần giành ngôi á quân giải U-19 châu Á năm 2008 và một lần vô địch giải U-16 châu Á năm 2012, ngoài ra đội tuyển quốc gia nước này từng giành huy chương vàng bóng đá nam tại Đại hội Thể thao châu Á 1994. Đội tuyển U-23 Uzbekistan cũng vừa đoạt cúp vô địch giải giao hữu M-150 Cup, với những đóng góp đáng kể đến từ huấn luyện viên trưởng Ravshan Khaydarov – người đã dẫn dắt đội U-19 vào đến bán kết giải U-19 châu Á 2014 và tứ kết U-20 World Cup 2015.

## Đường đến trận chung kết
| VT | Đội      | ST | Đ |
| -- | -------- | -- | - |
| 1  | Hàn Quốc | 3  | 7 |
| 2  | Việt Nam | 3  | 4 |
| 3  | Úc       | 3  | 3 |
| 4  | Syria    | 3  | 2 |

| VT | Đội            | ST | Đ |
| -- | -------------- | -- | - |
| 1  | Qatar          | 3  | 9 |
| 2  | Uzbekistan     | 3  | 6 |
| 3  | Trung Quốc (H) | 3  | 3 |
| 4  | Oman           | 3  | 0 |

### Việt Nam
Được xếp vào bảng D cùng với các đối thủ mạnh là Hàn Quốc, Úc và Syria, U-23 Việt Nam không được đặt nhiều kỳ vọng sẽ tiến xa tại giải đấu. Điều này càng được củng cố khi họ để thua 1–2 trước đương kim á quân U-23 Hàn Quốc trong trận mở màn, mặc dù có bàn thắng dẫn trước của Nguyễn Quang Hải. Tuy nhiên, ở trận đấu thứ hai, đội tuyển đã tạo nên một bất ngờ lớn khi đánh bại U-23 Úc với tỷ số 1–0 nhờ pha lập công duy nhất cũng của Quang Hải. Trận hòa 0–0 trước Syria ở lượt cuối giúp Việt Nam kết thúc vòng bảng với 4 điểm và giành quyền vào tứ kết với tư cách nhì bảng – lần đầu tiên một đội tuyển bóng đá trẻ Việt Nam vượt qua vòng bảng của một giải châu lục ở cấp độ U-23.
Tại vòng tứ kết, U-23 Việt Nam chạm trán với đội nhất bảng C là Iraq – một trong những ứng cử viên hàng đầu cho chức vô địch. Hòa nhau 1–1 sau 90 phút và để cho đối thủ vươn lên ở hiệp phụ đầu tiên, Việt Nam đã giành lại thế dẫn trước với hai bàn thắng liên tiếp trong hiệp phụ thứ hai của Phan Văn Đức và Hà Đức Chinh, trước khi Alaa Mhawi của Iraq cân bằng tỷ số vào những phút gần cuối trận. Bước vào loạt sút luân lưu, thủ môn Bùi Tiến Dũng đã cản phá thành công một quả đá của cầu thủ Iraq, góp phần giúp Việt Nam giành chiến thắng 5–3 trên chấm 11 mét. Ở trận bán kết ba ngày sau đó, toàn đội tiếp tục trải qua một trận đấu kịch tính khác với U-23 Qatar khi Akram Afif và Almoez Ali hai lần đưa Qatar vượt lên dẫn điểm, nhưng một mình Quang Hải đã giúp Việt Nam san bằng cách biệt trong cả hai lần. Tỷ số hòa 2–2 được giữ nguyên sau 120 phút và một lần nữa, Việt Nam đã thể hiện bản lĩnh của mình bằng chiến thắng 4–3 trong loạt đá luân lưu, qua đó giành quyền góp mặt lần đầu tiên tại một trận chung kết của châu lục.

### Uzbekistan
Uzbekistan được xếp vào bảng A cùng với chủ nhà Trung Quốc, Qatar và Oman. Ở trận đấu ra quân, U-23 Uzbekistan đã để thua trước U-23 Qatar với tỷ số tối thiểu. Nhưng trong hai lượt trận sau đó, họ đều vượt qua Trung Quốc và Oman với cùng tỷ số 1–0 và kết thúc vòng bảng với vị trí nhì bảng.
Gặp đội đương kim vô địch giải đấu là U-23 Nhật Bản – đội đã đứng đầu bảng B – ở tứ kết, U-23 Uzbekistan đã gây bất ngờ khi giành chiến thắng đậm với cách biệt 4 bàn không gỡ để tiến vào bán kết gặp U-23 Hàn Quốc, đương kim á quân của giải. Javokhir Sidikov, Dostonbek Khamdamov và Jasurbek Yakhshiboev đã thay phiên nhau lập công chỉ trong vòng 8 phút của hiệp 1, cùng với một bàn thắng khác được ghi bởi Yakhshiboev vào đầu hiệp 2. Trong trận bán kết, Uzbekistan và Hàn Quốc hòa nhau 1–1 sau hai hiệp chính với Zabikhillo Urinboev và Hwang Hyun-soo là những người lập công cho mỗi bên, sau đó lần lượt Azizjon Ganiev, Khamdamov và Akramjon Komilov ghi liền ba bàn trong hiệp phụ giúp Uzbekistan giành chiến thắng chung cuộc 4–1, đồng thời lọt vào trận chung kết U-23 châu Á đầu tiên trong lịch sử tham dự của mình.

## Trước trận đấu

### Địa điểm
Sân vận động nằm trong Trung tâm Thể thao Olympic Thường Châu, tỉnh Giang Tô được chọn làm địa điểm tổ chức trận chung kết vào ngày 27 tháng 1 năm 2018. Tất cả các trận đấu trước đó của giải cũng đã diễn ra trên các sân vận động thuộc tỉnh Giang Tô.
Trong ngày 26 tháng 1 năm 2018, tức một ngày trước trận đấu, bầu trời Thường Châu hửng nắng nhẹ làm băng tuyết tan nhanh. Tuy nhiên, cho đến sáng sớm ngày diễn ra trận chung kết, tuyết rơi dày trở lại khiến sân vận động ngập trong tuyết, nhiệt độ tại Thường Châu được ghi nhận rơi vào khoảng -2 độ C. Việc tuyết rơi liên tục với mật độ ngày càng tăng đã dấy lên những lo ngại về khả năng trận chung kết buộc phải hoãn lại, song Liên đoàn bóng đá châu Á (AFC) vẫn không đưa ra quyết định hoãn trận đấu; thay vào đó ban tổ chức sân đã phủ bạt để bảo vệ cỏ, đồng thời huy động cả xe gạt và lực lượng nhân công lớn dọn dẹp tuyết. Sau trận đấu, ban tổ chức giải đã vấp phải chỉ trích lớn từ truyền thông Việt Nam, cho rằng họ đã quá tắc trách và hời hợt trong việc tổ chức trận đấu.

### Trọng tài
Ban đầu, Liên đoàn bóng đá châu Á (AFC) đã chỉ định trọng tài người Trung Quốc Mã Ninh là người cầm còi điều khiển trận chung kết giữa Việt Nam và Uzbekistan, cùng với các trợ lý trọng tài và trọng tài thứ tư cũng đến từ Trung Quốc. Mã Ninh đã từng giữ vị trí bắt chính trong các trận đấu thuộc khuôn khổ Giải vô địch bóng đá Đông Nam Á 2012 và 2014, cũng như trong một số trận đấu tại AFC Cup. Tuy nhiên, chỉ vài giờ trước khi trận chung kết diễn ra, AFC đã thay thế ông Mã Ninh bằng trọng tài chính người Oman Ahmed Al-Kaf, với nguyên nhân được cho là để đảm bảo an ninh cho trận đấu. Ông Al-Kaf đã được công nhận là trọng tài FIFA từ năm 2010 và từng cầm còi tại một số trận đấu của AFC Champions League; ông cũng là người điều khiển chính trận Việt Nam hòa Syria 0–0 ở vòng bảng của giải đấu này.
Hai trọng tài Abu Bakar Al-Amri người Oman và Sergey Grischenko người Kyrgyzstan được lựa chọn làm trợ lý cho ông Al-Kaf, trong khi trọng tài người Jordan Ahmad Alroalle đóng vai trò trọng tài bàn. Các trợ lý trọng tài bổ sung cũng được sử dụng cho trận đấu này, bao gồm Ali Sabah (người Iraq) và Adham Makhadmeh (người Jordan).

### Bán vé và truyền thông
Liên đoàn bóng đá châu Á (AFC) đã niêm yết giá vé trận đấu này ở các mệnh giá 200 nhân dân tệ, 300 nhân dân tệ, 400 nhân dân tệ và 600 nhân dân tệ đối với hình thức trực tuyến, tương đương từ 700 nghìn đồng đến 2,1 triệu đồng Việt Nam (thời điểm năm 2018). Trong khi đó, vé bán trực tiếp tại sân có giá từ 100 đến 400 nhân dân tệ, tương đương từ 350 nghìn đến 1,4 triệu đồng Việt Nam. Một số lượng lớn cổ động viên từ Việt Nam đã lên đường sang Trung Quốc để cổ vũ cho đội tuyển, bất chấp tình hình thời tiết khắc nghiệt. AFC cũng khuyến cáo các khán giả đến sân xem trận chung kết nên giữ lại cuống vé phòng trường hợp trận đấu bị hoãn.
Tại Việt Nam, trận đấu được truyền hình trực tiếp trên hai kênh VTV2 và VTV6 của Đài Truyền hình Việt Nam, đơn vị nắm bản quyền phát sóng giải đấu trong nước. Ngoài ra, tại nhiều địa phương ở Việt Nam như Hà Nội, Thành phố Hồ Chí Minh, Đà Nẵng, Hải Phòng, Cần Thơ, Huế, Đắk Lắk..., hàng loạt các màn hình lớn đã được lắp đặt nhằm phục vụ công chúng thưởng thức bóng đá và cổ vũ cho U-23 Việt Nam. Một số doanh nghiệp đã cho phép nhân viên nghỉ làm vào buổi chiều ngày 27 tháng 1 để theo dõi trận đấu, thậm chí có doanh nghiệp cho nghỉ mà hưởng nguyên lương. Nhiều trường phổ thông và đại học, cao đẳng tại Việt Nam cũng cho học sinh, sinh viên nghỉ học, nghỉ thi vào chiều 27 tháng 1 để xem đội tuyển U-23 thi đấu; thậm chí có người đã làm giả công văn của Bộ Giáo dục và Đào tạo Việt Nam về việc cho học sinh, sinh viên cả nước nghỉ học để xem trận chung kết.

## Trận đấu

### Diễn biến
Trận đấu diễn ra trong điều kiện thời tiết rất khắc nghiệt, tuyết rơi trắng xóa và ngập cả mặt sân trong hiệp 1 khiến hai đội gặp rất nhiều khó khăn trong việc chơi bóng. Khi kết thúc hiệp 1, ban tổ chức cho tiến hành dọn tuyết khiến trận đấu bắt đầu lại chậm hơn 30 phút so với thông thường. Việt Nam chọn trang phục toàn đỏ để thi đấu trong khi phía Uzbekistan ra sân với trang phục toàn trắng cho trận chung kết. Vì điều kiện tuyết rơi nặng hạt khiến bộ trang phục của Uzbekistan trở nên khó phân biệt đối với các cầu thủ và khán giả, nên sau hiệp 1 họ đã phải chuyển sang mặc áo màu xanh dương.
Uzbekistan kiểm soát thế trận ngay từ đầu và sớm có bàn mở tỷ số ở phút thứ 8, sau một cú đá phạt góc đưa bóng vào vòng cấm địa để Rustamjon Ashurmatov đánh đầu chuẩn xác. Bốn phút trước khi hiệp 1 khép lại, U-23 Việt Nam được hưởng một quả đá phạt từ cự ly khoảng 20 mét, và tiền vệ Nguyễn Quang Hải đã thực hiện một cú sút đẹp mắt đưa bóng bay vào góc cao khung thành, gỡ hòa 1–1 trong sự vui mừng của số đông cổ động viên người Việt trên sân. Bàn thắng này cũng đánh dấu pha lập công thứ năm của anh tại giải đấu. Không có bàn thắng nào được ghi thêm trong suốt quãng thời gian sau đó và cả hai đội phải thi đấu tiếp hiệp phụ. Khi trận đấu gần như phải bước vào loạt đá luân lưu thì ở phút thứ 120, tiền đạo vào sân thay người Andrey Sidorov đã dứt điểm cắt mặt đánh bại thủ môn Bùi Tiến Dũng, chấm dứt mọi hy vọng của các tuyển thủ Việt Nam.

### Chi tiết
| Việt Nam             | 1–2 (s.h.p.) | Uzbekistan                   |
| -------------------- | ------------ | ---------------------------- |
| Nguyễn Quang Hải 41' | Chi tiết     | Ashurmatov 8' · Sidorov 120' |

| Việt Nam | Uzbekistan (hiệp 1) | Uzbekistan (hiệp 2 và hiệp phụ) |

| TM                  | 1  | Bùi Tiến Dũng         |      |      |
| HV                  | 11 | Đỗ Duy Mạnh           | 111' |      |
| HV                  | 21 | Trần Đình Trọng       |      |      |
| HV                  | 4  | Bùi Tiến Dũng         |      |      |
| TV                  | 2  | Phạm Xuân Mạnh        |      |      |
| TV                  | 6  | Lương Xuân Trường (c) |      |      |
| TV                  | 8  | Phạm Đức Huy          |      | 58'  |
| TV                  | 17 | Vũ Văn Thanh          |      |      |
| TĐ                  | 19 | Nguyễn Quang Hải      |      |      |
| TĐ                  | 10 | Nguyễn Công Phượng    |      | 80'  |
| TĐ                  | 14 | Phan Văn Đức          |      | 109' |
| Vào sân thay người: |    |                       |      |      |
| HV                  | 20 | Bùi Tiến Dụng         | 101' | 80'  |
| TV                  | 7  | Nguyễn Phong Hồng Duy |      | 109' |
| TĐ                  | 13 | Hà Đức Chinh          |      | 58'  |
| Huấn luyện viên:    |    |                       |      |      |
| Park Hang-seo       |    |                       |      |      |

| TM                  | 1  | Botirali Ergashev     |      |      |
| HV                  | 5  | Abbosjon Otakhonov    |      | 103' |
| HV                  | 2  | Rustamjon Ashurmatov  |      |      |
| HV                  | 20 | Dostonbek Tursunov    | 111' |      |
| HV                  | 4  | Akramjon Komilov      |      |      |
| TV                  | 6  | Azizjon Ganiev        |      |      |
| TV                  | 7  | Odiljon Xamrobekov    | 35'  |      |
| TV                  | 8  | Jasurbek Yakhshiboev  | 10'  | 45'  |
| TV                  | 10 | Javokhir Sidikov      | 121' | 118' |
| TV                  | 17 | Dostonbek Khamdamov   |      |      |
| TĐ                  | 9  | Zabikhillo Urinboev   |      |      |
| Vào sân thay người: |    |                       |      |      |
| TV                  | 16 | Doniyorjon Narzullaev |      | 45'  |
| TĐ                  | 22 | Bobir Abdixolikov     |      | 103' |
| TĐ                  | 11 | Andrey Sidorov        |      | 118' |
| Huấn luyện viên:    |    |                       |      |      |
| Ravshan Khaydarov   |    |                       |      |      |

| Trợ lý trọng tài: Abu Bakar Al-Amri (Oman) Sergey Grischenko (Kyrgyzstan) Trọng tài thứ tư: Ahmad Alroalle (Jordan) Trợ lý trọng tài bổ sung: Ali Sabah (Iraq) Adham Makhadmeh (Jordan) | Luật của trận đấu - 90 phút. - 30 phút hai hiệp phụ nếu cần thiết. - Loạt sút luân lưu nếu tỷ số vẫn hòa. - Tối đa 12 cầu thủ dự bị. - Tối đa 3 cầu thủ thay thế. |

| Thống kê       | Việt Nam | Uzbekistan |
| -------------- | -------- | ---------- |
| Số bàn thắng   | 1        | 2          |
| Tổng số cú sút | 8        | 20         |
| Sút trúng đích | 3        | 9          |
| Kiểm soát bóng | 31%      | 69%        |
| Phạt góc       | 2        | 12         |
| Phạm lỗi       | 12       | 26         |
| Việt vị        | 0        | 2          |
| Thẻ vàng       | 2        | 4          |
| Thẻ đỏ         | 0        | 0          |

## Hệ quả và tác động

### Sau trận đấu
Uzbekistan đã giành được chức vô địch lần đầu tiên của mình tại giải đấu, trở thành đội bóng thứ ba đăng quang trong ba lần tổ chức của giải U-23 châu Á. Tiền vệ Odiljon Xamrobekov của đội tuyển đã được ban tổ chức trao giải Cầu thủ xuất sắc nhất của vòng chung kết. Về phía Việt Nam, dù chỉ kết thúc với ngôi vị á quân nhưng đây vẫn được coi là thành tích lịch sử đối với nền bóng đá nước này; toàn đội cũng đã đoạt danh hiệu fair-play (giải phong cách) của giải đấu nhờ vào màn trình diễn của họ trong suốt giải. Sau trận chung kết, huấn luyện viên của U-23 Uzbekistan Ravshan Khaydarov chia sẻ rằng chức vô địch này rất quan trọng đối với họ vì "trong vài năm qua chúng tôi đã không giành được một danh hiệu nào và chúng tôi không thể nói là đã chơi tốt tại các giải đấu mà chúng tôi tham dự". Ông cũng dành lời khen ngợi cho đội U-23 Việt Nam vì đã "chơi thứ bóng đá hấp dẫn, chặt chẽ và kiên cường", và "muốn cảm ơn họ vì đã cùng chúng tôi tạo nên trận đấu hay và kịch tính". Trong khi đó, người đồng cấp Park Hang-seo bên phía Việt Nam bày tỏ sự tri ân đến các cầu thủ, những người thậm chí đã cố gắng đến mức "vượt ngoài năng lực” của chính họ, và xem giải đấu này là khoảnh khắc đáng nhớ nhất trong sự nghiệp cầm quân của mình. Ông Park tự hào trước màn thể hiện của toàn đội, nhưng cũng nói thêm rằng không một huấn luyện viên nào thua trận lại nói đó là trận đấu thành công.
Kết quả ấn tượng tại giải đấu này được xem là cột mốc mở đầu cho một chu kỳ thành công kéo dài của bóng đá Việt Nam dưới thời của huấn luyện viên trưởng Park Hang-seo, trong đó đội tuyển quốc gia nước này đã giành chức vô địch Đông Nam Á năm 2018, lọt vào vòng tứ kết Cúp bóng đá châu Á 2019 sau lần gần nhất vào năm 2007, cũng như giành quyền tham dự vòng loại cuối cùng của World Cup 2022 – lần đầu tiên đội tuyển Việt Nam vào đến giai đoạn này tại vòng loại của một kỳ World Cup; các đội tuyển trẻ lần đầu tiên cán đích ở vị trí thứ tư chung cuộc tại Đại hội Thể thao châu Á 2018, và giành hai huy chương vàng môn bóng đá nam tại Đại hội Thể thao Đông Nam Á vào các năm 2019 và 2022. Mặc dù sau đó quốc gia này lại trải qua một đợt khủng hoảng ngắn khác khi các đội tuyển bóng đá liên tiếp không đạt được những thành tích tốt trong gần hai năm, họ đã kịp trở lại bằng danh hiệu vô địch ASEAN Cup vào đầu năm 2025, với một vài thành viên còn sót lại từ đội hình U-23 năm 2018. Ngoài ra, tuyển U-23 Việt Nam cũng lọt vào đến vòng tứ kết của giải U-23 châu Á trong hai kỳ liên tiếp vào các năm 2022 và 2024. Với Uzbekistan, họ tiếp tục khẳng định vị thế của mình ở nền bóng đá trẻ châu lục với các danh hiệu vô địch của lứa U-20 vào năm 2023 và lứa U-17 vào năm 2025, huy chương đồng Á vận hội của đội Olympic vào năm 2023; bên cạnh đó đội tuyển U-23 đã tiến vào trận chung kết của hai trong ba giải U-23 châu Á tiếp theo, mặc dù ở cả hai lần họ đều không giành được chiến thắng. Cùng với đội hình gồm những cầu thủ đã từng đoạt ngôi vô địch U-23 châu Á 2018, đội tuyển quốc gia Uzbekistan đã có lần đầu tiên trong lịch sử giành suất tham dự Giải vô địch bóng đá thế giới nhờ việc vượt qua vòng loại thứ ba World Cup 2026 khu vực châu Á; trong khi đội U-23 cũng đã giành vé tham dự giải bóng đá nam Thế vận hội Mùa hè lần đầu tiên với tư cách là đội á quân của Cúp bóng đá U-23 châu Á 2024.

### Hiệu ứng truyền thông

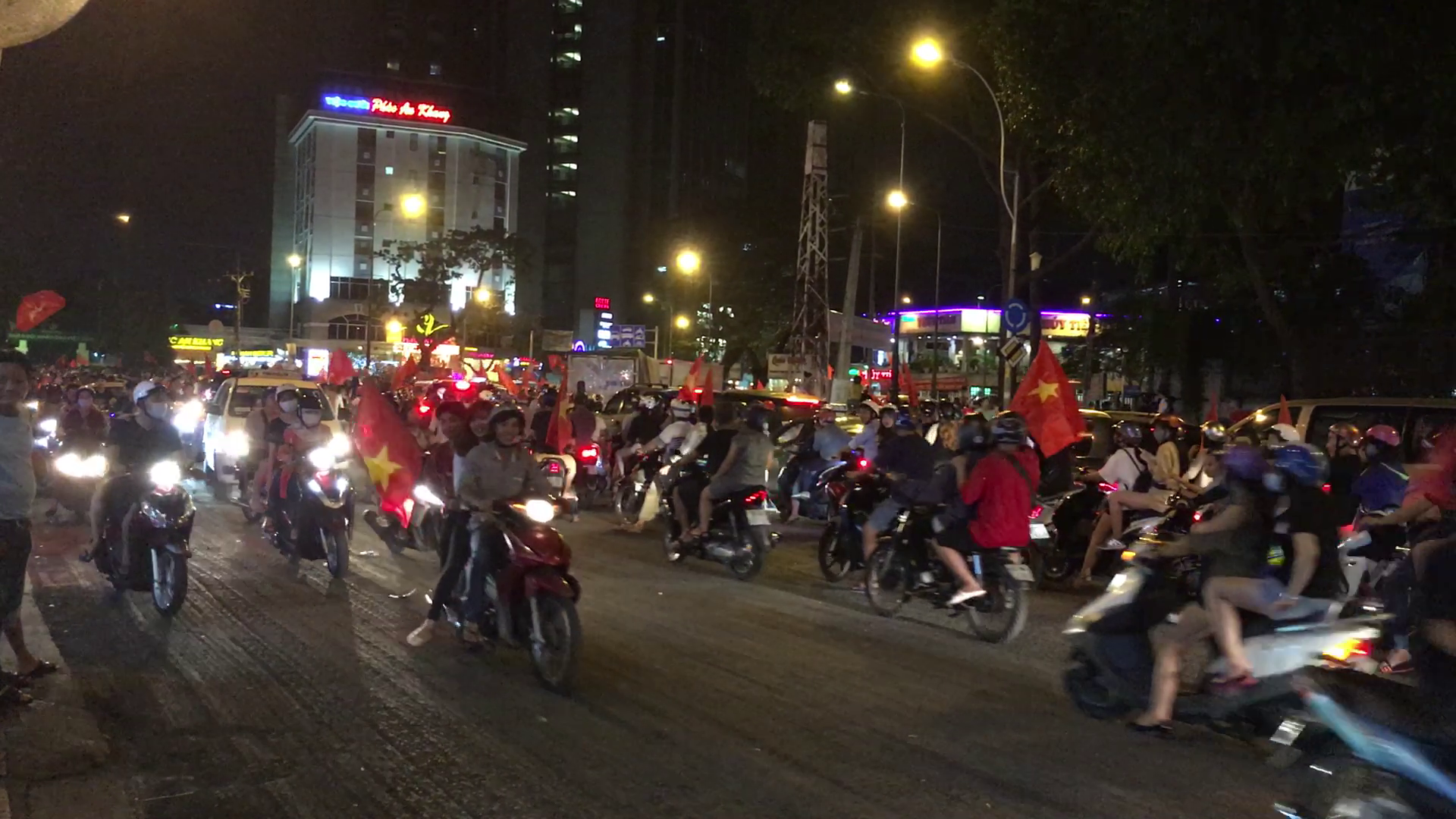
Một cuộc "đi bão" của người Thành phố Hồ Chí Minh sau khi đội tuyển U-23 Việt Nam lọt vào trận chung kết U-23 châu Á 2018

Mặc dù tỏ ra thất vọng và tiếc nuối về kết quả của trận đấu, nhiều người hâm mộ Việt Nam vẫn đổ bộ khắp các đường phố để ăn mừng chiến tích của đội nhà, hô vang những bái hát và khẩu hiệu cổ vũ đội tuyển, thậm chí pháo sáng cũng đã được đốt. Các cuộc "bão đêm" cũng đã xuất hiện từ những ngày trước đó, khi U-23 Việt Nam liên tiếp giành chiến thắng trước các đối thủ tại giải. Sau khi kết thúc giải đấu, đội tuyển U-23 Việt Nam đã đáp chuyến bay trở về nước vào chiều ngày 28 tháng 1 năm 2018 tại Hà Nội, và ngay từ sáng sớm cùng ngày, dòng người đã đổ về khu vực Sân bay quốc tế Nội Bài, mang theo cờ đỏ sao vàng, băng rôn, biểu ngữ và trống kèn. Toàn đội sau đó di chuyển trên xe buýt hai tầng mui trần, thực hiện hành trình diễu hành dài gần 30 km từ sân bay Nội Bài về trung tâm thành phố Hà Nội. Hàng vạn người hâm mộ đã vây kín chiếc xe chở đội tuyển dọc theo các tuyến đường mà đoàn đi qua, liên tục vẫy cờ và hô vang tên của các cầu thủ, cùng với những tấm băng rôn cảm ơn đội tuyển. Cuộc diễu hành đã kéo dài hơn 5 tiếng đồng hồ do lượng người tập trung quá lớn làm nhiều đoạn đường bị ùn tắc nghiêm trọng và xe di chuyển chậm; theo VTV, đây cũng là lần đầu tiên mà hàng trăm nghìn người xuống đường trong khoảng thời gian dài như vậy để chào đón sự trở về của một đội bóng đá ở quốc gia này. Đến khoảng 18 giờ 45 phút cùng ngày, đội tuyển tới trụ sở Chính phủ và được Thủ tướng Nguyễn Xuân Phúc tiếp đón chính thức. Hàng loạt hình thức khen thưởng đã được trao tặng cho huấn luyện viên Park Hang-seo, các thành viên ban huấn luyện và toàn bộ đội tuyển, trong đó huấn luyện viên trưởng và hai cầu thủ Nguyễn Quang Hải, Bùi Tiến Dũng được trao Huân chương Lao động hạng Ba. Một chương trình nghệ thuật đặc biệt kết hợp lễ vinh danh đội tuyển đã được tổ chức vào tối 28 tháng 1 tại Sân vận động Quốc gia Mỹ Đình, thu hút hơn 40.000 người tham dự.
— Nguyễn Quang Hải nói về bàn thắng biểu tượng mà anh ghi được trong trận chung kết
Bàn thắng do tiền vệ Nguyễn Quang Hải ghi được trong trận chung kết đã nhận được sự đánh giá cao từ giới truyền thông và người hâm mộ, mà về sau nó đã được mệnh danh là "cầu vồng trong tuyết". Không chỉ gây ấn tượng với đường cong hoàn hào được Quang Hải vẽ nên trên một mặt sân đầy tuyết, pha làm bàn này còn được ca ngợi bởi tinh thần đồng đội, khi các cầu thủ Việt Nam đã cố gắng cào tuyết xung quanh vị trí đặt bóng để anh thực hiện cú sút một cách thuận lợi nhất. Bàn thắng này đã được xếp vào một trong những pha lập công đẹp nhất tại giải đấu năm đó, cũng như đã vượt qua bảy bàn thắng khác để trở thành bàn thắng biểu tượng của giải U-23 châu Á, theo kết quả bình chọn trực tuyến dành cho cổ động viên do AFC tổ chức vào năm 2019.
Trận chung kết đã thiết lập một kỷ lục về lượng người xem truyền hình tại Việt Nam, với khoảng 5,3 triệu khán giả theo dõi và tỷ suất người xem đạt 77% theo các báo cáo của công ty CSM Media và Kantar Media, trở thành một trong những sự kiện được xem nhiều nhất tại quốc gia này trong những năm gần đây. Đài Truyền hình Việt Nam cũng được cho là đã thắng lớn ở sự kiện này, với việc thu về một khoản tiền lớn từ quảng cáo nhờ vào thành tích xuất sắc của đội tuyển, trong khi chi phí mua bản quyền gần như không đáng kể. Lượng tim kiếm liên quan đến từ khóa "U-23 Việt Nam" trên Google đã tăng đột biến tại nhiều quốc gia trên thế giới bao gồm Việt Nam, và đã dẫn đầu các bảng xếp hạng tìm kiếm trong suốt tuần cuối cùng của tháng 1 năm 2018. Nhiều cầu thủ trong đội hình U-23 Việt Nam sau giải đấu đã nhanh chóng trở thành hiện tượng truyền thông, thu hút hàng triệu lượt theo dõi trên các nền tảng mạng xã hội. Hiệu ứng của đội tuyển U-23 cũng đã góp phần lôi kéo sự chú ý trở lại của người hâm mộ Việt Nam đối với các giải đấu quốc nội, nhất là Giải bóng đá Vô địch Quốc gia (V.League) – vốn đang chứng kiến đà suy giảm về số lượng khán giả đến sân trong quãng thời gian "đen tối" trước đó.
Thành tích của U-23 Việt Nam và lễ đón đội tuyển trở về sau giải đấu đã tạo nên hiệu ứng lan tỏa sâu rộng với giới truyền thông và công chúng. VTV dẫn lại bình luận của Đại đoàn kết, rằng khó có thể tưởng tượng ở một nơi nào đó trên thế giới mà một đội bóng không giành được cúp lại được đón tiếp hoành tráng như những nhà vô địch, đồng thời khẳng định các tuyển thủ Việt Nam "đã thổi bùng lên ngọn lửa tự hào, kiêu hãnh của người dân nước Việt". Báo Tin tức cũng cho rằng thành công lớn nhất mà đội tuyển đạt được là "đã khơi dậy, đánh thức niềm đam mê, tinh thần yêu nước, lòng tự hào dân tộc trong mỗi người dân". Tuổi Trẻ nhận định kỳ tích của đội U-23 đến một cách bùng nổ trong bối cảnh dư luận đang tỏ ra lạnh nhạt với bóng đá Việt Nam sau những thất bại lớn triền miên và niềm tin dành cho nền bóng đá đã gần như chạm đáy; thậm chí theo VietnamPlus, một số trang thể thao trước giải đấu còn không cử phóng viên sang tác nghiệp vì không tin rằng đội nhà sẽ làm nên chuyện. Trên AFP, bình luận viên bóng đá Đặng Gia Mẫn ca ngợi đội tuyển vì đã mang cả đất nước xích lại gần nhau hơn bất kỳ sự kiện thể thao nào khác trong lịch sử trước đây. Truyền thông quốc tế thậm chí còn tỏ ra ngạc nhiên trước sự chào đón cuồng nhiệt này, và xem đây là minh chứng cho tình yêu bóng đá mãnh liệt và sự đoàn kết dân tộc của người Việt; một số trang tin còn so sánh không khí bóng đá tại đây tương đương với bầu không khí ở World Cup.
Trái ngược với sự ăn mừng cuồng nhiệt ở Việt Nam, bầu không khí tại Uzbekistan có phần bình lặng hơn hẳn. Ngay khi đội tuyển U-23 Uzbekistan đặt chân trở về nước ngay trong đêm, toàn đội đã được Thủ tướng cùng một số quan chức bóng đá nước này ra tận Sân bay quốc tế Tashkent tiếp đón, và được chuẩn bị bốn chiếc xe buýt hai tầng để di chuyển về trung tâm thủ đô Tashkent. Một bộ phận cổ động viên cũng đã đổ ra đường để chào đón các cầu thủ với đủ băng rôn, quốc kỳ và các dụng cụ cổ vũ, mặc dù báo chí và người hâm mộ tại đây được cho là khá thờ ơ với sự kiện này. Tổng thống Uzbekistan Shavkat Mirziyoyev đã gửi thư chúc mừng đến các cầu thủ, coi họ là tấm gương cho thanh niên trên đất nước về tình yêu và sự cống hiến cho tổ quốc, lòng dũng cảm và khát khao chiến thắng.

### Trong văn hóa đại chúng
— Nhà văn Nguyễn Quang Thiều nói về chiến tích của U-23 Việt Nam
Trận đấu đã được người hâm mộ và báo chí Việt Nam gọi bằng cái tên "Thường Châu tuyết trắng", và vẫn còn được nhắc lại về sau như một chiến tích đáng tự hào bậc nhất trong lịch sử bóng đá nước này. Theo bài viết trên trang thông tin điện tử của Bộ Văn hóa, Thể thao và Du lịch Việt Nam vào năm 2021, hình ảnh "Thường Châu tuyết trắng" đã được coi là một "huyền thoại". Khoảnh khắc trung vệ Đỗ Duy Mạnh cắm cờ đỏ sao vàng của Việt Nam trên tuyết trắng Thường Châu sau trặn chung kết đã giành chiến thắng ở hạng mục Hình ảnh của năm tại giải thưởng Cúp Chiến thắng 2018.
Vào tháng 3 năm 2018, cuốn sách đầu tiên về U-23 Việt Nam với nhan đề Bão lửa U23 – Thường Châu tuyết trắng đã được xuất bản, lấy cảm hứng từ chiến tích của đội tuyển tại giải U-23 châu Á. Cuốn sách được in 5 nghìn bản trong lần in đầu tiên, tuy nhiên số lượng đặt sách lên đến 6 nghìn và sau đó đơn vị xuất bản đã quyết định in thêm 10 nghìn cuốn. Khi ra mắt tại Hội sách Thành phố Hồ Chí Minh năm 2018, sách này không nằm trong danh sách bán chạy của hai ngày đầu tiên, nhưng sau buổi giao lưu vào ngày 21 tháng 3, cuốn sách đã xuất hiện trong danh sách bán chạy nhất ở các ngày tiếp theo của sự kiện. Một cuốn sách khác có tựa đề U23 – Những chuyện chưa kể – do chính trợ lý ngôn ngữ của đội tuyển U-23 Việt Nam Lê Huy Khoa chấp bút – được phát hành trong tháng 7 cùng năm, ghi lại quá trình đồng hành cùng các cầu thủ trong suốt một tháng diễn ra giải đấu.
Vào ngày 14 tháng 12 năm 2018, một bộ phim tài liệu dài 65 phút với tựa đề Park Hang Seo – Người truyền lửa đã được phát hành chính thức, với nội dung xoay quanh các trận đấu của đội U-23 Việt Nam tại giải U-23 châu Á 2018 và ASIAD 2018 sau đó cũng như về nhà cầm quân người Hàn Quốc. Trailer của phim đã tái hiện khoảnh khắc quay chậm cú sút của Quang Hải vào lưới U-23 Uzbekistan trong tuyết trắng ở trận chung kết. Phim do KBS Media và SaryeoNi Film sản xuất và Lotte Entertainment Việt Nam phát hành trong nước.
Hàng loạt ca khúc viết về đội tuyển U-23 Việt Nam đã được nhiều ca sĩ, nhạc sĩ trong nước sáng tác và ra mắt nhanh chóng trong những ngày trước và sau trận đấu, như một cách để ca ngợi và cổ vũ tinh thần chiến đấu các tuyển thủ. Bài hát "Việt Nam ơi" của Minh Beta – ra mắt vào năm 2011, thời điểm được xem là tệ nhất của U-23 Việt Nam – đã trở nên nổi tiếng và được cộng đồng người hâm mộ yêu thích khi bản video âm nhạc của ca khúc đã được Đài Truyền hình Việt Nam phát lại liên tục giữa các chương trình trực tiếp trận đấu của đội tuyển trong suốt giải. Ca khúc về sau cũng đã được sử dụng như một bài hát cổ động cho các đội tuyển bóng đá quốc gia Việt Nam, và dần trở thành "bài hát quốc dân" gắn liền với những sự kiện thể thao quan trọng ở quốc gia này. Một vài người nổi tiếng như Trấn Thành, Hiếu Orion, Vượng "râu", một số nhà báo, nhà thơ, và cả những người dân Việt Nam, đã sáng tác hàng loạt bài thơ để nói về trận đấu và thành tích của đội tuyển; thậm chí vào dịp kỷ niệm 7 năm diễn ra trận đấu vào năm 2025, FIFA đã đăng một bài viết trên Facebook nói về thành tích này của bóng đá Việt Nam, kèm dòng trạng thái được trích từ một câu thơ trong bài thơ của nhà báo Hà Quang Minh, "Mai này ai nhắc lại Thường Châu".